# Constant Lambert

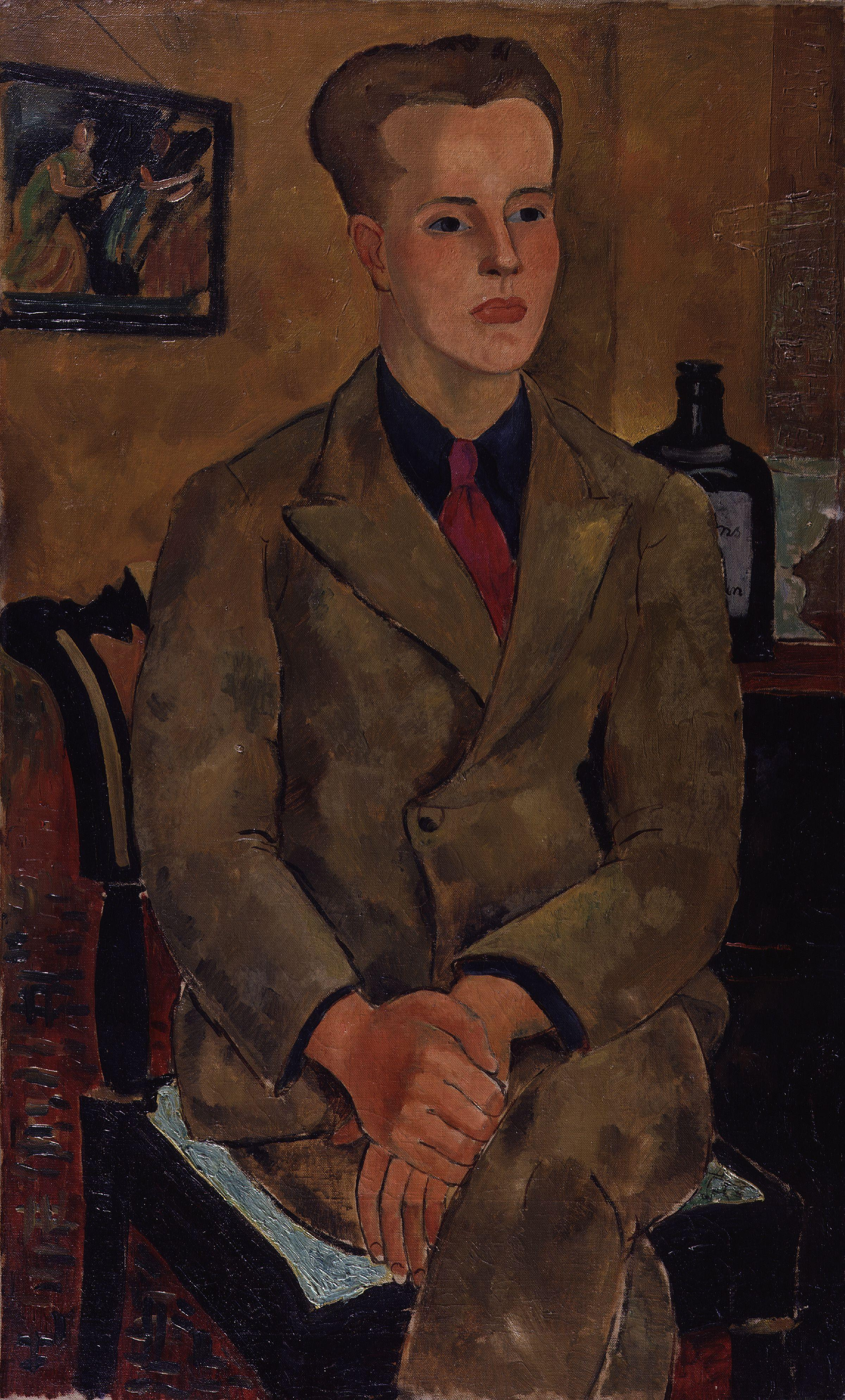
Christopher Wood: Constant Lambert, 1926

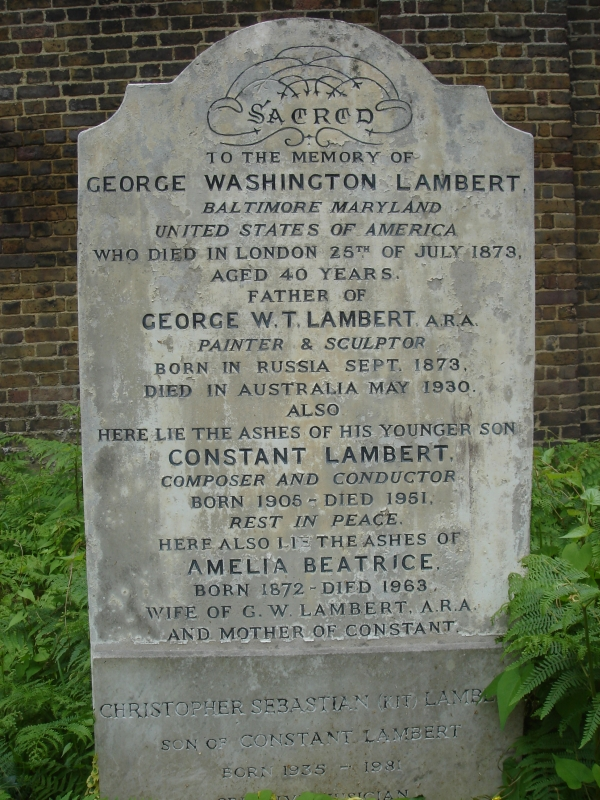
Grabstein auf dem Brompton Cemetery.

Constant Leonard Lambert (* 23. August 1905 in London; † 21. August 1951 in London) war ein englischer Dirigent und Komponist.

## Leben und Wirken
Constant Lambert studierte am Royal College of Music bei Ralph Vaughan Williams. Bereits im Alter von dreizehn Jahren komponierte er erste Orchesterwerke und 1925 entstand für das Ballets Russes Sergei Pawlowitsch Djagilews sein Ballett Romeo and Juliet. Schlagartig berühmt wurde er durch die vom Jazz beeinflusste Kantate The Rio Grande. 1931 war er Mitgründer des Vic-Wells Ballet, dessen künstlerischer Direktor und Chefdirigent er bis 1947 war. Nach dem Misserfolg seines Hauptwerkes Summer’s Last Will and Testament widmete er sich hauptsächlich der Dirigententätigkeit. Er spielte Aufnahmen für die BBC ein und begleitete das Vic-Wells Ballet auf seinen Tourneen. Lambert, der auch zwei Filmmusiken schrieb, unter anderem für die Literaturverfilmung Anna Karenina (1948), ist auch in dem dokumentarischen Propagandafilm Battle for Music (1943) zu sehen. In seinen letzten Lebensjahren war seine Gesundheit durch einen unbehandelten Diabetes beeinträchtigt.
Sein Vater war der Maler George Washington Lambert.
Sein Sohn ist Christopher Sebastian „Kit“ Lambert (1935–1981), der Manager von The Who.

## Werke

### Musikalische Werke
- Romeo and Juliet, Ballett, 1925
- Music for orchestra, 1927
- The Rio Grande, Kantate, 1927
- Pomona, Ballett, 1927
- Piano Sonata, 1929
- Concerto for Piano and nine Players, 1930–31
- Summer's Last Will and Testament, 1932–35
- Horoscope, Ballett und Suite, 1937
- Merchant Seamen, Filmmusik, 1941
- Aubade héroique, 1942
- Anna Karenina, Filmmusik, 1947
- Tiresias, Ballett, 1950

### Schriften
- Music Ho!, 1934